# Wilhelm Schwar
Wilhelm Schwar (Münster, 25 mei 1860 – München, 9 april 1943) was een Duits kunstschilder, die vooral bekend geworden is door zijn kattenportretten.

## Levensloop
Wilhelm Schwar begon zijn carrière als commies, maar besloot na een verblijf in 1884 in Hamburg om voortaan van zijn teken- en schildertalent te gaan leven. Met dat doel verhuisde hij in 1885 naar de toenmalige kunstmetropool München.
Schwar was in eerste instantie autodidact, maar bezocht vervolgens de schilderschool van Carl Rickelt en werd in 1892 opgenomen in de plaatselijke kunstenaarsvereniging. Zijn bekendheid dateerde overigens al van voor die tijd; vanaf 1890 nam hij deel aan tentoonstellingen in het Munchener glaspaleis, en ook in andere Duitse steden was zijn werk te bewonderen.
Hij huwde in 1892 met Barbara Schmautz en had in 1898 genoeg geld verdiend met de schilderijenverkoop om een huis in de Kratzerstraat 40 in het toen buiten de stad liggende Gern te kunnen kopen (Gern is tegenwoordig een wijk in Munchen). Een van zijn buren aldaar was de als  "Katzenraffael" bekendstaande  schilder Julius Adam.

## Werk

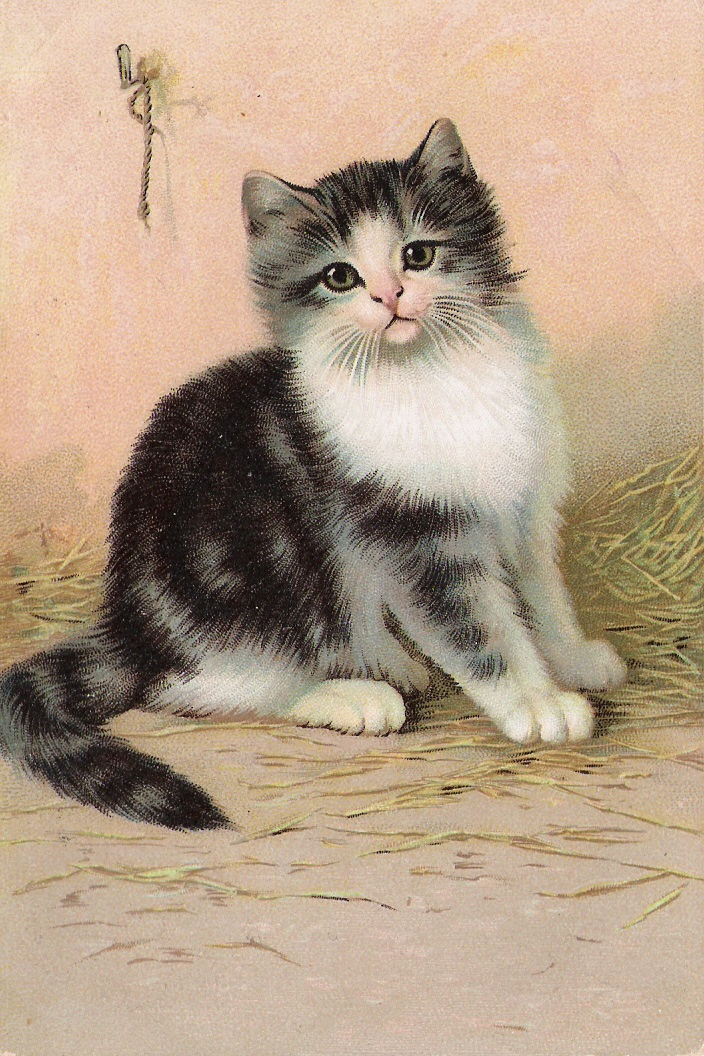
Een angorakat, 1903

Schwar begon zijn schildercarrière met stillevens en landschappen, maar legde zich vanaf 1896 toe op dierenschilderijen; in eerste instantie kippen en honden, maar specialiseerde zich daarna al snel op afbeeldingen van katten. Of dit een gevolg was van de invloed van Julius Adam, die ook een goede boterham verdiende met kattenschilderijen, of dat het simpelweg het heersende genre uit dit tijdsgewricht was is niet bekend. Kattenplaatjes waren destijds net zo populair als nu, en het genre was in geheel Europa zeer populair. Kattenschilders uit die tijd waren onder meer de Fransman Louis Eugène Lambert (1825-1900), de Engelsman Louis Wain (1860-1939), de Oostenrijker Carl Reichert (1836-1918), de Zwitser Thèophile Alexandre Steinlen (1859-1923, en de Amerikaan John Henry Dolph (1835-1903).  In Nederland was Henriette Ronner-Knip (1821-1909) een vertegenwoordigster van deze stroming. In het belle époque waren afbeeldingen van huistijgers niet aan te slepen, maar de Eerste Wereldoorlog maakte een eind aan de koopwens voor dit soort afbeeldingen.
De oorlog en de daaropvolgende crisis in Duitsland bleken funest voor de kunst, en ook voor de welstand van Schwar. In 1927 had hij nog een tentoonstelling in het Glaspaleis, maar het succes bleef als gevolg van de voortdurende crisis uit. Na zijn zeventigste heeft hij niet veel meer voortgebracht; zijn vrouw overleed in 1937 en hijzelf in 1943 in een door de oorlog verscheurd Duitsland, eenzaam en vergeten. Hij ligt begraven op de Westfriedhof in München.